# Juan Antonio Jiménez Cobo
Juan Antonio Jiménez Cobo (Castro del Río, província de Còrdova, 11 de maig de 1959) és un genet andalús, guanyador d'una medalla olímpica en la modalitat de doma clàssica.
Va participar, als 41 anys, en els Jocs Olímpics d'Estiu de 2000 realitzats a Sydney (Austràlia), on aconseguí finalitzar cinquè en la prova de doma per equips, i guanyar així un diploma olímpic, i dinovè en la prova individual. En els Jocs Olímpics d'Estiu de 2004 realitzats a Atenes (Grècia) aconseguí guanyar la medalla de plata en la prova per equips al costat de Beatriu Fererr-Salat, Ignacio Rambla i Rafael Soto, així com dotzè en la prova individual.
En els Jocs Eqüestres Mundials de 2005 aconseguí guanyar la medalla de bronze en la prova per equips.